# Curvalle
Curvalle település Franciaországban, Tarn megyében. Lakosainak száma 393 fő (2022. január 1.). Curvalle Balaguier-sur-Rance, La Bastide-Solages, Plaisance, Alban, Cadix, Massals, Miolles, Paulinet, Saint-André és Trébas községekkel határos.

## Népesség
A település népességének változása:
| Lakosok száma | 408  | 391  | 406  | 398  | 402  | 399  | 393  | 387  | 393  |
|               | 2013 | 2015 | 2016 | 2017 | 2018 | 2019 | 2020 | 2021 | 2022 |